# Dabas
Pour les articles homonymes, voir Dabas.
Dabas est une ville et une commune du comitat de Pest en Hongrie.

## Histoire
Depuis la fin de l'occupation ottomane jusqu'en 1918, la ville fait partie de la monarchie autrichienne (empire d'Autriche), dans la province de Hongrie en 1850 ; après le compromis de 1867, évidemment dans la Transleithanie, au Royaume de Hongrie.

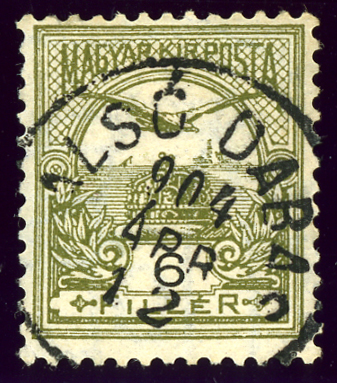
Timbre du Royaume de Hongrie, oblitéré au quartier Alsó Dabas en 1904

## Jumelages
La ville de Dabas est jumelée avec :
- Banská Bystrica (Slovaquie) depuis le 17 décembre 1999
- Tržič (Slovénie) depuis le 22 septembre 2001
- Baraolt (Roumanie) depuis le 29 janvier 2004
- Albenga (Italie) depuis 2006
- Senta (Serbie) depuis 2007
- Staunton (États-Unis) depuis 2010
- Kalinkovo (Slovaquie) depuis 2012
- Újpalota (Hongrie) depuis 2012
- Aiton (Roumanie) depuis 2014
- Moukatchevo (Ukraine) depuis 2016
- Abrud (Roumanie) depuis 2017